# Dixième circonscription de la Seine-Saint-Denis
La dixième circonscription de la Seine-Saint-Denis est l'une des 12 circonscriptions législatives françaises que compte le département de la Seine-Saint-Denis (93) situé en région Île-de-France.

## Description géographique et démographique
La dixième circonscription de la Seine-Saint-Denis est délimitée par le découpage électoral de la loi n°86-1197 du 24 novembre 1986
, elle regroupe les divisions administratives suivantes : Cantons de Aulnay-sous-Bois Nord, Aulnay-sous-Bois Sud, Bondy Sud-Est, Les Pavillons-sous-Bois (dans leur périmètres antérieurs au redécoupage de 2014).
D'après le recensement général de la population en 1999, réalisé par l'Institut national de la statistique et des études économiques (INSEE), la population de cette circonscription est estimée à 98 441 habitants,.

## Historique des députations
| Législature | Début de mandat | Fin de mandat  | Député               | Parti politique | Observations                                                                           |
| ----------- | --------------- | -------------- | -------------------- | --------------- | -------------------------------------------------------------------------------------- |
| IXe         | 23 juin 1988    | 1er avril 1993 | Jacques Delhy        | PS              |                                                                                        |
| Xe          | 2 avril 1993    | 21 avril 1997  | Jean-Claude Abrioux, | RPR,            | Mandat écourté à la suite d'une dissolution parlementaire décidée par Jacques Chirac.  |
| XIe         | 12 juin 1997    | 18 juin 2002   | Jean-Claude Abrioux  | RPR             |                                                                                        |
| XIIe        | 19 juin 2002    | 19 juin 2007   | Jean-Claude Abrioux, | UMP-RPR,        |                                                                                        |
| XIIIe       | 20 juin 2007    | 19 juin 2012   | Gérard Gaudron       | UMP             |                                                                                        |
| XIVe        | 20 juin 2012    | 20 juin 2017   | Daniel Goldberg      | PS              |                                                                                        |
| XVe         | 21 juin 2017    | 21 juin 2022   | Alain Ramadier       | LR              | Mandat écourté à la suite d'une dissolution parlementaire décidée par Emmanuel Macron. |
| XVIe        | 22 juin 2022    | 9 juin 2024    | Nadège Abomangoli    | LFI             | Mandat écourté à la suite d'une dissolution parlementaire décidée par Emmanuel Macron. |

## Historique des élections

### Élections de 1988
| Candidat       | Candidat                  | Parti          | Premier tour | Premier tour | Second tour | Second tour |  |
| Candidat       | Candidat                  | Parti          | Voix         | %            | Voix        | %           |  |
| -------------- | ------------------------- | -------------- | ------------ | ------------ | ----------- | ----------- |  |
|                | Jean-Claude Abrioux       | RPR (URC)      | 10 619       | 34,99        | 15 837      | 48,81       |  |
|                | Jacques Delhy élu         | PS             | 8 581        | 28,27        | 16 609      | 51,19       |  |
|                | Pierre Thomas             | PCF            | 5 904        | 19,45        |             |             |  |
|                | François Bachelot sortant | FN             | 5 038        | 16,6         |             |             |  |
|                | Manuel Gimenez            | Extrême gauche | 207          | 0,68         |             |             |  |
|                | Serge Cantoni             | diss. RPR      | 4            | 0,01         |             |             |  |
|                |                           |                |              |              |             |             |  |
| Inscrits       | Inscrits                  | Inscrits       | 51 386       | 100,00       | 51 383      | 100,00      |  |
| Abstentions    | Abstentions               | Abstentions    | 20 581       | 40,05        | 18 098      | 35,22       |  |
| Votants        | Votants                   | Votants        | 30 805       | 59,95        | 33 285      | 64,78       |  |
| Blancs et nuls | Blancs et nuls            | Blancs et nuls | 452          | 1,47         | 839         | 2,52        |  |
| Exprimés       | Exprimés                  | Exprimés       | 30 353       | 98,53        | 32 446      | 97,48       |  |

Le suppléant de Jacques Delhy était Bernard Portel, ingénieur, conseiller municipal des Pavillons-sous-Bois.

### Élections de 1993
| Candidat       | Candidat                | Parti                      | Premier tour | Premier tour | Second tour | Second tour |  |
| Candidat       | Candidat                | Parti                      | Voix         | %            | Voix        | %           |  |
| -------------- | ----------------------- | -------------------------- | ------------ | ------------ | ----------- | ----------- |  |
|                | Jean-Claude Abrioux élu | RPR (UPF)                  | 8 587        | 28,85        | 14 781      | 62,74       |  |
|                | Mireille Roset          | FN                         | 6 104        | 20,51        | 8 779       | 37,26       |  |
|                | Jacques Delhy sortant   | PS (ADFP)                  | 4 272        | 14,35        |             |             |  |
|                | Bernard Labbé           | PCF                        | 3 687        | 12,39        |             |             |  |
|                | Jean-Marc Ambrosini     | GÉ (EÉ)                    | 2 363        | 7,94         |             |             |  |
|                | Jean-Jacques Orif       | Divers droite              | 1 497        | 5,03         |             |             |  |
|                | Pierre Coulardeau       | LT-LNÉ                     | 781          | 2,62         |             |             |  |
|                | Louis Pelaez            | Divers gauche (Maj. prés.) | 632          | 2,12         |             |             |  |
|                | Michel Bellenger        | Divers                     | 471          | 1,58         |             |             |  |
|                | Yves Guillemot          | LO                         | 455          | 1,53         |             |             |  |
|                | André Canovas           | Divers gauche              | 437          | 1,47         |             |             |  |
|                | Joëlle Legat            | AP                         | 273          | 0,92         |             |             |  |
|                | Jacques Nepveu          | PT                         | 205          | 0,69         |             |             |  |
|                |                         |                            |              |              |             |             |  |
| Inscrits       | Inscrits                | Inscrits                   | 49 031       | 100,00       | 49 025      | 100,00      |  |
| Abstentions    | Abstentions             | Abstentions                | 18 117       | 36,95        | 20 151      | 41,1        |  |
| Votants        | Votants                 | Votants                    | 30 914       | 63,05        | 28 874      | 58,9        |  |
| Blancs et nuls | Blancs et nuls          | Blancs et nuls             | 1 150        | 3,72         | 5 314       | 18,4        |  |
| Exprimés       | Exprimés                | Exprimés                   | 29 764       | 96,28        | 23 560      | 81,6        |  |

Le suppléant de Jean-Claude Abrioux était Serge Delrieu, conseiller municipal des Pavillons-sous-Bois.

### Élections de 1997
| Candidat       | Candidat                          | Parti             | Premier tour | Premier tour | Second tour | Second tour |  |
| Candidat       | Candidat                          | Parti             | Voix         | %            | Voix        | %           |  |
| -------------- | --------------------------------- | ----------------- | ------------ | ------------ | ----------- | ----------- |  |
|                | Jean-Claude Abrioux sortant réélu | RPR               | 8 862        | 30,11        | 15 217      | 47,57       |  |
|                | Philippe Milliau                  | FN                | 6 309        | 21,44        | 4 632       | 14,48       |  |
|                | Harlem Désir                      | PS                | 6 285        | 21,36        | 12 137      | 37,94       |  |
|                | Bernard Labbé                     | PCF               | 3 796        | 12,9         |             |             |  |
|                | Paolo Marques de Figueiredo       | GÉ                | 1 082        | 3,68         |             |             |  |
|                | Yves Guillemot                    | LO                | 852          | 2,9          |             |             |  |
|                | Daniel Jacob                      | LDI (MPF)         | 702          | 2,39         |             |             |  |
|                | Chantal Nanche                    | SÉGA              | 498          | 1,69         |             |             |  |
|                | Isabelle Bouriaud                 | US4J              | 260          | 0,88         |             |             |  |
|                | Guy Viarengo                      | Extrême droite    | 203          | 0,69         |             |             |  |
|                | Nicolas Voisin                    | LCR               | 187          | 0,64         |             |             |  |
|                | Jean-Marie Pelaez                 | Divers gauche     | 173          | 0,59         |             |             |  |
|                | Gérard Dizazzo                    | PT                | 171          | 0,58         |             |             |  |
|                | Nagim Ouihia                      | Divers            | 50           | 0,17         |             |             |  |
|                | Florence Confais                  | Divers écologiste | 0            | 0            |             |             |  |
|                |                                   |                   |              |              |             |             |  |
| Inscrits       | Inscrits                          | Inscrits          | 47 173       | 100,00       | 47 160      | 100,00      |  |
| Abstentions    | Abstentions                       | Abstentions       | 16 669       | 35,34        | 14 030      | 29,75       |  |
| Votants        | Votants                           | Votants           | 30 504       | 64,66        | 33 130      | 70,25       |  |
| Blancs et nuls | Blancs et nuls                    | Blancs et nuls    | 1 074        | 3,52         | 1 144       | 3,45        |  |
| Exprimés       | Exprimés                          | Exprimés          | 29 430       | 96,48        | 31 986      | 96,55       |  |

Le suppléant de Jean-Claude Abrioux était Philippe Dallier, chef de projet informatique, maire des Pavillons-sous-Bois, élu conseiller général du canton des Pavillons-sous-Bois en 1998.

### Élections de 2002
| Candidat       | Candidat                          | Parti               | Premier tour | Premier tour | Second tour | Second tour |  |
| Candidat       | Candidat                          | Parti               | Voix         | %            | Voix        | %           |  |
| -------------- | --------------------------------- | ------------------- | ------------ | ------------ | ----------- | ----------- |  |
|                | Jean-Claude Abrioux sortant réélu | UMP                 | 12 135       | 43,61        | 14 385      | 57,27       |  |
|                | Alain Amédro                      | Les Verts (PS, PCF) | 8 488        | 30,5         | 10 735      | 42,73       |  |
|                | Mireille Roset                    | FN                  | 4 015        | 14,43        |             |             |  |
|                | Billel Ouadah                     | Pôle républicain    | 678          | 2,44         |             |             |  |
|                | Françoise Lamontagne              | LCR                 | 590          | 2,12         |             |             |  |
|                | Daniel Jacob                      | MPF                 | 500          | 1,8          |             |             |  |
|                | Yves Guillemot                    | LO                  | 391          | 1,41         |             |             |  |
|                | Yolande Falkenburg                | MÉI                 | 317          | 1,14         |             |             |  |
|                | Philippe Milliau                  | MNR                 | 292          | 1,05         |             |             |  |
|                | Michel Lefebvre                   | PT                  | 224          | 0,8          |             |             |  |
|                | Patrick Barbier                   | CPNT                | 113          | 0,41         |             |             |  |
|                | Lucien Meimoun                    | Divers gauche       | 85           | 0,31         |             |             |  |
|                | Meriame Hagoug                    | GÉ                  | 0            | 0            |             |             |  |
|                | Sylvie Le Rolland                 | UDF                 | 0            | 0            |             |             |  |
|                |                                   |                     |              |              |             |             |  |
| Inscrits       | Inscrits                          | Inscrits            | 47 395       | 100,00       | 47 392      | 100,00      |  |
| Abstentions    | Abstentions                       | Abstentions         | 19 070       | 40,24        | 21 565      | 45,5        |  |
| Votants        | Votants                           | Votants             | 28 325       | 59,76        | 25 827      | 54,5        |  |
| Blancs et nuls | Blancs et nuls                    | Blancs et nuls      | 497          | 1,75         | 707         | 2,74        |  |
| Exprimés       | Exprimés                          | Exprimés            | 27 828       | 98,25        | 25 120      | 97,26       |  |

Le suppléant de Jean-Claude Abrioux était Philippe Dallier. Philippe Dallier est élu sénateur le 26 septembre 2004.

### Élections de 2007
| Candidat       | Candidat             | Parti          | Premier tour | Premier tour | Second tour | Second tour |  |
| Candidat       | Candidat             | Parti          | Voix         | %            | Voix        | %           |  |
| -------------- | -------------------- | -------------- | ------------ | ------------ | ----------- | ----------- |  |
|                | Gérard Ségura        | PS             | 8 003        | 28,83        | 13 473      | 49,02       |  |
|                | Gérard Gaudron élu   | UMP            | 7 637        | 27,51        | 14 011      | 50,98       |  |
|                | Philippe Dallier     | Divers droite  | 6 743        | 24,29        | Retrait     | Retrait     |  |
|                | Mireille Roset       | FN             | 1 248        | 4,5          |             |             |  |
|                | Xavier Toulgat       | PCF            | 838          | 3,02         |             |             |  |
|                | Alain Amedro         | Les Verts      | 836          | 3,01         |             |             |  |
|                | Abderrzzak Bezzaouya | Divers droite  | 820          | 2,95         |             |             |  |
|                | Éric Guérineau       | LCR            | 560          | 2,02         |             |             |  |
|                | Mimoun El Hejraoui   | Divers         | 394          | 1,42         |             |             |  |
|                | Bernard Bondi        | LT-LNÉ         | 217          | 0,78         |             |             |  |
|                | Bouchra Diny         | LO             | 170          | 0,61         |             |             |  |
|                | François Petitjean   | Divers         | 140          | 0,5          |             |             |  |
|                | Jacques Leblond      | PT             | 110          | 0,4          |             |             |  |
|                | François Baudoin     | Divers         | 47           | 0,17         |             |             |  |
|                |                      |                |              |              |             |             |  |
| Inscrits       | Inscrits             | Inscrits       | 52 429       | 100,00       | 52 422      | 100,00      |  |
| Abstentions    | Abstentions          | Abstentions    | 23 969       | 45,72        | 24 086      | 45,95       |  |
| Votants        | Votants              | Votants        | 28 460       | 54,28        | 28 336      | 54,05       |  |
| Blancs et nuls | Blancs et nuls       | Blancs et nuls | 697          | 2,45         | 852         | 3,01        |  |
| Exprimés       | Exprimés             | Exprimés       | 27 763       | 97,55        | 27 484      | 96,99       |  |

### Élections de 2012
| Candidat       | Candidat                      | Parti          | Premier tour | Premier tour | Second tour | Second tour |  |
| Candidat       | Candidat                      | Parti          | Voix         | %            | Voix        | %           |  |
| -------------- | ----------------------------- | -------------- | ------------ | ------------ | ----------- | ----------- |  |
|                | Daniel Goldberg sortant réélu | PS             | 12 659       | 39,23        | 17 714      | 55,95       |  |
|                | Gérard Gaudron sortant        | UMP            | 9 890        | 30,65        | 13 948      | 44,05       |  |
|                | Atika Keddouh                 | FN             | 3 431        | 10,63        |             |             |  |
|                | Marie-Jeanne Quéruel          | FG (PCF)       | 2 134        | 6,61         |             |             |  |
|                | Hervé Suaudeau                | EÉLV           | 959          | 2,97         |             |             |  |
|                | Mimoun El Hejraoui            | Divers         | 871          | 2,70         |             |             |  |
|                | Amélie Pinheiro               | MoDem          | 380          | 1,18         |             |             |  |
|                | Sébastien Ville               | NPA            | 353          | 1,09         |             |             |  |
|                | Roland Curtet                 | MNR            | 338          | 1,05         |             |             |  |
|                | Billel Ouadah                 | AC             | 286          | 0,89         |             |             |  |
|                | Aurore Delamare               | LT-LNÉ         | 273          | 0,85         |             |             |  |
|                | Fatou Meïte                   | Divers         | 196          | 0,61         |             |             |  |
|                | Agathe Martin                 | LO             | 170          | 0,53         |             |             |  |
|                | Michel Lefebvre               | POI            | 124          | 0,38         |             |             |  |
|                | Rachid Mokran                 | AÉI            | 102          | 0,32         |             |             |  |
|                | Marc Masnikosa                | Cap21          | 100          | 0,31         |             |             |  |
|                |                               |                |              |              |             |             |  |
| Inscrits       | Inscrits                      | Inscrits       | 67 078       | 100,00       | 67 064      | 100,00      |  |
| Abstentions    | Abstentions                   | Abstentions    | 34 332       | 51,18        | 34 475      | 51,41       |  |
| Votants        | Votants                       | Votants        | 32 746       | 48,82        | 32 589      | 48,59       |  |
| Blancs et nuls | Blancs et nuls                | Blancs et nuls | 480          | 1,47         | 927         | 2,84        |  |
| Exprimés       | Exprimés                      | Exprimés       | 32 266       | 98,53        | 31 662      | 97,16       |  |

### Élections de 2017
|                                                                                     |                                                                         |                           |                           |                          |                          |
|                                                                                     |                                                                         | Premier tour 11 juin 2017 | Premier tour 11 juin 2017 | Second tour 18 juin 2017 | Second tour 18 juin 2017 |
|                                                                                     |                                                                         |                           |                           |                          |                          |
|                                                                                     |                                                                         | Nombre                    | % des inscrits            | Nombre                   | % des inscrits           |
| Inscrits                                                                            | Inscrits                                                                | 68 700                    | 100,00                    | 68 698                   | 100,00                   |
| Abstentions                                                                         | Abstentions                                                             | 42 826                    | 62,34                     | 46 393                   | 67,53                    |
| Votants                                                                             | Votants                                                                 | 25 874                    | 37,66                     | 22 305                   | 32,47                    |
|                                                                                     |                                                                         |                           | % des votants             |                          | % des votants            |
| Bulletins blancs                                                                    | Bulletins blancs                                                        | 535                       | 2,07                      | 1 879                    | 8,42                     |
| Bulletins nuls                                                                      | Bulletins nuls                                                          | 165                       | 0,64                      | 643                      | 2,88                     |
| Suffrages exprimés                                                                  | Suffrages exprimés                                                      | 25 174                    | 97,29                     | 19 783                   | 88,69                    |
|                                                                                     |                                                                         |                           |                           |                          |                          |
| Candidat Étiquette politique (partis et alliances)                                  | Candidat Étiquette politique (partis et alliances)                      | Voix                      | % des exprimés            | Voix                     | % des exprimés           |
|                                                                                     |                                                                         |                           |                           |                          |                          |
|                                                                                     | Billel Ouadah La République en marche !                                 | 7 210                     | 28,64                     | 9 313                    | 47,08                    |
|                                                                                     | Alain Ramadier Les Républicains (Union des démocrates et indépendants)  | 5 578                     | 22,16                     | 10 470                   | 52,92                    |
|                                                                                     | Ambre Froment La France insoumise                                       | 3 950                     | 15,69                     |                          |                          |
|                                                                                     | Daniel Goldberg (député sortant) Parti socialiste                       | 3 629                     | 14,42                     |                          |                          |
|                                                                                     | Huguette Fatna Front national                                           | 2 358                     | 9,37                      |                          |                          |
|                                                                                     | Jean-Marie Touzin Parti communiste français                             | 749                       | 2,98                      |                          |                          |
|                                                                                     | François Asselineau Divers (Union populaire républicaine)               | 710                       | 2,82                      |                          |                          |
|                                                                                     | Emmanuelle Bosviel Debout la France                                     | 452                       | 1,80                      |                          |                          |
|                                                                                     | Gaëtan Minardi Lutte ouvrière                                           | 286                       | 1,14                      |                          |                          |
|                                                                                     | Dominique Vidal Extrême gauche (Parti ouvrier indépendant démocratique) | 142                       | 0,56                      |                          |                          |
|                                                                                     | Maxime Kundid Divers (Allons enfants !)                                 | 110                       | 0,44                      |                          |                          |
| Source : Ministère de l'Intérieur - Dixième circonscription de la Seine-Saint-Denis |                                                                         |                           |                           |                          |                          |

### Élections de 2022
|                                                    |                                                                                      |                           |                           |                          |                          |
|                                                    |                                                                                      | Premier tour 12 juin 2022 | Premier tour 12 juin 2022 | Second tour 19 juin 2022 | Second tour 19 juin 2022 |
|                                                    |                                                                                      |                           |                           |                          |                          |
|                                                    |                                                                                      | Nombre                    | % des inscrits            | Nombre                   | % des inscrits           |
| Inscrits                                           | Inscrits                                                                             | 69 231                    | 100                       | 69 264                   | 100                      |
| Abstentions                                        | Abstentions                                                                          | 43 862                    | 63,36                     | 42 633                   | 61,55                    |
| Votants                                            | Votants                                                                              | 25 369                    | 36,64                     | 26 631                   | 38,45                    |
|                                                    |                                                                                      |                           | % des votants             |                          | % des votants            |
| Bulletins blancs                                   | Bulletins blancs                                                                     | 495                       | 1,95                      | 756                      | 2,84                     |
| Bulletins nuls                                     | Bulletins nuls                                                                       | 162                       | 0,64                      | 253                      | 0,95                     |
| Suffrages exprimés                                 | Suffrages exprimés                                                                   | 24 712                    | 97,41                     | 25 622                   | 96,21                    |
|                                                    |                                                                                      |                           |                           |                          |                          |
| Candidat Étiquette politique (partis et alliances) | Candidat Étiquette politique (partis et alliances)                                   | Voix                      | % des exprimés            | Voix                     | % des exprimés           |
|                                                    |                                                                                      |                           |                           |                          |                          |
|                                                    | Nadège Abomangoli Nouvelle Union populaire écologique et sociale La France insoumise | 9 812                     | 39,71                     | 14 228                   | 55,53                    |
|                                                    | Alain Ramadier* Les Républicains (Union des démocrates et indépendants)              | 4 959                     | 20,07                     | 11 394                   | 44,47                    |
|                                                    | Pauline Chateau Rassemblement national                                               | 2 951                     | 11,94                     |                          |                          |
|                                                    | Sonia Bakhti-Alout Ensemble                                                          | 2 593                     | 10,49                     |                          |                          |
|                                                    | Leïla Abdellaoui Divers centre                                                       | 1 483                     | 6,00                      |                          |                          |
|                                                    | Mohammed Bounoua Divers centre                                                       | 903                       | 3,65                      |                          |                          |
|                                                    | Praince-Germain Loubota Reconquête                                                   | 771                       | 3,12                      |                          |                          |
|                                                    | Jean-Ludwig Malard Parti animaliste                                                  | 451                       | 1,83                      |                          |                          |
|                                                    | Elhame Himmi Sans étiquette                                                          | 269                       | 1,09                      |                          |                          |
|                                                    | Sylvie Guy Parti ouvrier indépendant démocratique                                    | 265                       | 1,07                      |                          |                          |
|                                                    | Gaëtan Minardi Lutte ouvrière                                                        | 254                       | 1,03                      |                          |                          |
|                                                    | Abdelssamad Srai Sans étiquette                                                      | 1                         | 0,00                      |                          |                          |
| * Député sortant                                   |                                                                                      |                           |                           |                          |                          |

### Élections de 2024
| Candidat                 | Candidat                 | Parti et coalition       | Nuances                  | Premier tour | Premier tour |
| Candidat                 | Candidat                 | Parti et coalition       | Nuances                  | Voix         | %            |
| ------------------------ | ------------------------ | ------------------------ | ------------------------ | ------------ | ------------ |
|                          | Nadège Abomangoli        | LFI (NFP)                | UG                       | 21 282       | 52,60        |
|                          | Monique Trova            | RN                       | RN                       | 7 409        | 18,31        |
|                          | Alain Ramadier           | LR                       | LR                       | 7 129        | 17,62        |
|                          | Martial Meyongo Amougou  | RE (ENS)                 | ENS                      | 3 321        | 8,21         |
|                          | Gaëtan Minardi           | LO                       | EXG                      | 563          | 1,39         |
|                          | Praince Germain Loubota  | REC                      | EXD                      | 381          | 0,94         |
|                          | Ahmed El Ouafi           |                          | DIV                      | 291          | 0,72         |
|                          | Amèle Bentahar           |                          | DIV                      | 84           | 0,21         |
|                          |                          |                          |                          |              |              |
| Votes valides            | Votes valides            | Votes valides            | Votes valides            | 40 460       | 97,79        |
| Votes blancs             | Votes blancs             | Votes blancs             | Votes blancs             | 643          | 1,55         |
| Votes nuls               | Votes nuls               | Votes nuls               | Votes nuls               | 272          | 0,66         |
| Total                    | Total                    | Total                    | Total                    | 41 375       | 100          |
| Abstention               | Abstention               | Abstention               | Abstention               | 26 608       | 39,14        |
| Inscrits / participation | Inscrits / participation | Inscrits / participation | Inscrits / participation | 67 983       | 60,86        |

#### Département de la Seine-Saint-Denis
- La fiche de l'INSEE de cette circonscription : « Tableaux et Analyses de la dixième circonscription de la Seine-Saint-Denis », sur insee.fr, site de l'Institut national de la statistique et des études économiques (consulté le 10 juin 2007) [PDF]

- « Tous les députés du département de la Seine-Saint-Denis depuis 1789 », sur assemblee-nationale.fr, site de l'Assemblée nationale française (consulté le 10 juin 2007)

- « Informations contentieuses sur le département de la Seine-Saint-Denis (Élections législatives de 2002) »(Archive.org • Wikiwix • Archive.is • Google • Que faire ?), sur conseil-constitutionnel.fr, site du Conseil constitutionnel (consulté le 13 juin 2007)

#### Circonscriptions en France
- « Carte des circonscriptions législatives en France », sur assemblee-nationale.fr, site de l'Assemblée nationale française (consulté le 10 juin 2007)

- « Résultats électoraux officiels en France »(Archive.org • Wikiwix • Archive.is • Google • Que faire ?), sur interieur.gouv.fr, site du ministère de l'Intérieur (France) (consulté le 13 juin 2007)

- Description et Atlas des circonscriptions électorales de France sur http://www.atlaspol.com, Atlaspol, site de cartographie géopolitique, consulté le 13 juin 2007.